# Ortucchio
Ortucchio is een gemeente in de Italiaanse provincie L'Aquila (regio Abruzzen) en telt 1983 inwoners (31-12-2004). De oppervlakte bedraagt 35,6 km², de bevolkingsdichtheid is 56 inwoners per km².

## Demografie
Ortucchio telt ongeveer 796 huishoudens. Het aantal inwoners steeg in de periode 1991-2001 met 2,4% volgens cijfers uit de tienjaarlijkse volkstellingen van ISTAT.
| Jaar | Inwoneraantal |
| ---- | ------------- |
| 1991 | 1931          |
| 2001 | 1978          |

## Geografie
Ortucchio grenst aan de volgende gemeenten: Collelongo, Gioia dei Marsi, Lecce nei Marsi, Pescina, Trasacco.